# Cichlidogyrus
Cichlidogyrus es un género de platelmintos monogéneos de la familia Dactylogyridae (o Ancyrocephalidae según determinadas clasificaciones). Todas las especies del género son parásitos de las branquias de los peces africanos de las familias Cichlidae, Nandidae y Cyprinodontidae.

Según Antoine Pariselle y Louis Euzet, en 2009 se conocían 71 especies de Cichlidogyrus; desde entonces se han descrito nuevas especies. Nikol Kmentová, Milan Gelnar, Stephan Koblmüller y Maarten P.M. Vanhove estimó que el número de especies era de más de 100 en 2016 y Chahrazed Rahmouni, Maarten P. M. Vanhove y Andrea Šimková enumeraron 111 especies en 2017.
Se han introducido especies de Cichlidogyrus en diversas partes del mundo, como especies exóticas, donde se han introducido sus hospedantes, en particular las tilapias.

## Especies
De entre las muchas especies existentes, se indican algunos pocos ejemplos:
- Cichlidogyrus antoineparisellei Rahmouni, Vanhove & Šimková, 2018 [11]
- Cichlidogyrus attenboroughi Kmentová, Gelnar, Koblmüller & Vanhove, 2016 [12]
- Cichlidogyrus berminensis Pariselle, Nyom & Bilong, 2013[13]
- Cichlidogyrus centesimus Vanhove, Volckaert & Pariselle, 2011
- Cichlidogyrus dracolemma Řehulková, Mendlová & Šimková, 2013 [6]
- Cichlidogyrus evikae Rahmouni, Vanhove & Šimková, 2017 [9]
- Cichlidogyrus gillesi Pariselle, Nyom & Bilong, 2013[13]
- Cichlidogyrus jeanloujustinei Rahmouni, Vanhove & Šimková, 2017 [9]
- Cichlidogyrus kmentovae Jorissen, Pariselle & Vanhove in Jorissen et al., 2018 [14]
- Cichlidogyrus makasai Vanhove, Volckaert & Pariselle, 2011
- Cichlidogyrus nageus Řehulková, Mendlová & Šimková, 2013 [6]
- Cichlidogyrus philander Douëllou, 1993[15]
- Cichlidogyrus sclerosus Paperna & Thurston, 1969
- Cichlidogyrus sturmbaueri Vanhove, Volckaert & Pariselle, 2011
- Cichlidogyrus tilapiae Paperna, 1960[1]
- Cichlidogyrus vandekerkhovei Vanhove, Volckaert & Pariselle, 2011